# Zemljopis Turske
Turska ima oblik približno pravokutnoga poluotoka, koji premošćuje jugoistočnu Europu i Aziju. Trakija, europski dio Turske obuhvaća 3% zemlje i 10% njenog stanovništva. Trakiju od Male Azije, azijskog dijela Turske, odvajaju Bospor, Mramorno more i Dardaneli.
Turske regije su sedam zemljopisnih regija. To nisu administrativno-političke regije. Ta podjela je ustanovljena na Prvom nacionalnom kongresu turskih geografa 1941., na kojoj su se turski geografi dogovorili podjelu zemlje na 7 regija (turski: Bölge) i 21 podregiju (turski: Bölüm). Ta podjela napravljena je na temelju zemljopisnih, demografskih i ekonomskih razlika koje postoje među njima.
Granice Turske s Grčkom - 206 kilometara i Bugarskom - 240 kilometara - bile su utvrđene Carigradskim ugovorom (1913.), a kasnije potvrđene Lausannskim ugovorom 1923. Moskovski ugovor 1921. i Ugovor iz Karsa sa Sovjetskim Savezom definira trenutne granice Turske s Armenijom (268 kilometara), Azerbejdžanom (9 kilometara) i Gruzijom (252 kilometara). Iranska granica od 499 kilometara prvi je put prihvaćena ugovorom iz Kasr-ı Şirina 1639. godine i potvrđena 1937. godine. Uz izuzetak Mosula, Turska je Lausannskim ugovorom 1923. godine ustupila područja današnjeg Iraka i Sirije. Turska je 1926. ustupila Mosul Ujedinjenom Kraljevstvu u zamjenu za 10% prihoda od nafte od Mosula tijekom 25 godina. Sirija ne priznaje svoju granicu s Turskom zbog spora oko pokrajine Hatay 1939. godine, nakon referenduma koji je pogodovao pripajanju pokrajine s Turskom.
Raznoliki krajolici Turske rezultat su širokog spektra tektonskih procesa, koji su oblikovali Anadoliju milijunima godina i traju i danas, što dokazuju česti zemljotresi i povremene vulkanske erupcije. Osim relativno malog dijela svog teritorija uz sirijsku granicu koji je nastavak Arapske platforme, Turska je geološki dio velikog pojasa alpsko-himalajskoga lanca, koji se proteže od Atlantskog oceana do planina Himalaja.